# Saul Martínez
Saul Martínez (født 29. januar 1976) er en tidligere honduransk fodboldspiller.

## Honduras' fodboldlandshold
| Honduras' landshold | Honduras' landshold | Honduras' landshold |
| År                  | Kmp                 | Mål                 |
| ------------------- | ------------------- | ------------------- |
| 2001                | 9                   | 3                   |
| 2002                | 2                   | 4                   |
| 2003                | 5                   | 1                   |
| 2004                | 11                  | 2                   |
| 2005                | 1                   | 1                   |
| 2006                | 0                   | 0                   |
| 2007                | 4                   | 5                   |
| 2008                | 1                   | 0                   |
| 2009                | 3                   | 1                   |
| Total               | 36                  | 17                  |